# Дигитално изкуство
Дигитално изкуство е художествено произведение и практика, които използват различни дигитални технологии като част в процеса на творчество и представяне. От 60-те години на миналия век за описание на процеса се използват термините компютърно изкуство и мултимедийно изкуство. Дигиталното изкуство е поставено под по-големия термин „ню медия“
Дигиталната технология се смесва с различни изкуства като рисуване, скулптура и музика, от което се появяват нови форми на изкуство като интернет изкуство, дигитално инсталационно изкуство и виртуална
реалност, които стават различни артистични практики
По-общо дигитален художник e художник, който използва цифровите технологии в създаване на дигитално изкуство. В разширен смисъл „дигиталното изкуство“ е съвременно изкуство, което използва методите за масово производство и цифрова медия

Техниките на дигиталното изкуство се използват широко от основните медии в рекламите и от създателите на филми за създаване на визуални ефекти. Настолното публикуване има огромно влияние върху издателския свят, въпреки че това е повече свързано с графичния дизайн. Както цифровите, така и традиционните художници използват много източници на електронна информация и програми, за да създадат своята работа. Като се имат предвид паралелите между визуалните и музикалните изкуства, възможно е общото приемане на стойността на дигиталното визуално изкуство да напредне по същия начин като повишеното приемане на произведена по електронен път музика през последните три десетилетия.
Дигиталното изкуство може да бъде генерирано изцяло от компютър (като фрактали и алгоритмично изкуство) или да бъде взето от други източници, като сканирана снимка или изображение, изчертано с помощта на софтуер за векторни графики, използвайки мишка или графичен таблет. Макар че технически терминът може да бъде приложен към изкуството, направено с използване на други медии или процеси и само сканирано, то обикновено е запазено за изкуство, което не е тривиално модифицирано чрез изчислителен процес (като компютърна програма, микроконтролер или която и да е електронна система за интерпретиране на входа за създаване на изход); цифровизирани текстови данни и необработени аудио- и видеозаписи обикновено не се считат за цифрово изкуство сами по себе си, но могат да бъдат част от по-големия проект за компютърно изкуство и информационни изкуства. Художествените произведения се считат за дигитална живопис, когато са създадени по подобен начин на не-цифровите картини, но използват софтуер на компютърна платформа и цифрово извеждат полученото изображение като рисувано върху платно.
Анди Уорхол създаде дигитално изкуство с помощта на Commodore Amiga, където компютърът беше публично представен в Линкълн център, Ню Йорк през юли 1985 г. Образът на Деби Хари беше заснет в монохромен вид от видеокамера и дигитализиран в графична програма, наречена ProPaint. Уорхол манипулира изображението, добавяйки цвят, като използва запълване на наводнения.

## Компютърно генерирани визуални медии
Дигиталното визуално изкуство се състои или от 2D визуална информация, изобразена на електронен визуален дисплей, или информация, математически преведена в 3D информация, гледана чрез перспективна прожекция на електронен визуален дисплей. Най-простото е 2D компютърна графика, която отразява как може да се рисува с молив и лист хартия. В този случай обаче изображението е на екрана на компютъра, а инструментът, с който се рисува, може да бъде писалка за таблет или мишка. Това, което се генерира на екрана, може да изглежда като изготвено с молив, химикалка или четка за рисуване. Вторият вид е 3D компютърна графика, където екранът се превръща в прозорец във виртуална среда, където потребителят подрежда обектите да бъдат „фотографирани“ от компютъра. Обикновено 2D компютърната графика използва растерни графики като основно средство за представяне на изходните данни, докато 3D компютърната графика използва векторни графики в създаването на потапящи се виртуални реалности. Възможна трета парадигма е да се генерира изкуство в 2D или 3D изцяло чрез изпълнение на алгоритми, кодирани в компютърни програми и може да се счита за естествената форма на компютъра. Това означава, че той не може да бъде произведен без компютъра. Примери са фракталното изкуство, Datamoshing, алгоритмичното изкуство и генеративното изкуство в реално време.

## Компютърно генерирани 3D изображения
3D графика се създава чрез процеса на проектиране на изображения от геометрични форми, полигони или NURBS криви [13] за създаване на триизмерни обекти и сцени за използване в различни медии като филми, телевизия, печат, бързо прототипиране, игри / симулации и специални визуални ефекти.
Има много софтуерни програми за това. Технологията може да даде възможност за сътрудничество, споделяйки и увеличавайки чрез творческо усилие, подобно на движението с отворен код, и творческите общности, в които потребителите могат да си сътрудничат в проект за създаване на изкуство.
Поп сюрреалистът Рей Цезар работи в Maya (софтуер за 3D моделиране, използван за дигитална анимация), използвайки го за създаването на своите фигури, както и за виртуалните сфери, в които те съществуват.

## Компютърно генерирани анимирани изображения
Компютърно генерираните анимации са анимации, създадени с компютър, от цифрови модели, създадени от 3D художници или генерирани процедурно. Терминът обикновено се прилага за произведения, създадени изцяло с компютър. Филмите често използват компютърно генерирани графики; те се наричат компютърно генерирани изображения (CGI) във филмовата индустрия. През 90-те и началото на 2000-те години CGI напредна достатъчно, така че за първи път е възможно да се създаде реалистична 3D компютърна анимация, въпреки че филмите са използвали обширни компютърни изображения от средата на 70-те години. Редица съвременни филми са забелязани за тежката им употреба на фотореалистичен CGI.

## Цифрово художествена инсталация
Изкуството за цифрова инсталация представлява широко поле на дейност и включва много форми. Някои приличат на видео инсталации, особено на големи мащаби, включващи прожекции и видеозаснемане на живо. Чрез използването на проекционни техники, които повишават впечатлението на аудиторията от сензорното обгръщане, много цифрови инсталации се опитват да създадат потапяща среда. Други отиват още по-далеч и се опитват да улеснят пълното потапяне във виртуални сфери. Този тип инсталация обикновено е специфичен за обекта, мащабируем и без фиксирана размерност, което означава, че може да се преконфигурира, за да побере различни пространства за представяне.

## Теоретици и историци на изкуството
Известни теоретици и историци на изкуството в тази област са Оливър Грау, Джон Иполито, Кристиан Паул, Франк Попър, Марио Коста, Кристин Бучи-Глюксман, Доминик Мулон, Робърт С. Морган, Рой Аскот, Катрин Перре, Марго Лавджой, Едмънд Кушот, Фред Гора и Едуард А. Шанкен.